# Кредо журналиста
Кредо журналиста — система правил журналистской этики, сформулированная в 1914 году Уолтером Уильямсом, известным американским журналистом и основателем первой в мире школы журналистики в Миссурийском университете. Переведена на более чем 100 языков.

## Кредо
- Я верю в профессию журналиста.

- Я верю, что публичный журнал опирается на общественное доверие; что всё, связанное с ним, в полной мере ответственности апеллирует к доверию общества; что любое умаление этой роли является предательством этого доверия.

- Я верю, что ясный стиль мышления, ясный язык, аккуратность и честность являются фундаментом хорошей журналистики.

- Я верю, что журналист должен писать только то, что он держит в своём сердце как правду.

- Я верю, что утаивание новостей, под любым предлогом, кроме благополучия общества, непростительно.

- Я верю, что никто не имеет права писать как журналист что-то, что он не станет утверждать как джентльмен; что подкуп одинаково неприемлем из любого источника; что невозможно избежать индивидуальной ответственности ссылкой на чьи-то инструкции или чью-то выгоду.

- Я верю, что реклама, новости и редакторские комментарии, всё в равной мере должно служить интересам читателей; что общий стандарт правды и ясности важнее всего остального; что высший критерий хорошей журналистики — служение обществу.

- Я верю, что журналистика, которой удаётся лучшее — а лучшее заслуживает успеха — чтит Бога и возвышает человека; что она твёрдо независима; она не подвержена влиянию самолюбивых оценок или жадности власти; конструктивная, терпимая, но ни в коем случае не легкомысленная, требовательная к самой себе, неутомимая, всегда уважительная к читателю, но всегда бесстрашная, она неизменно негодует при виде всякой несправедливости; она беспристрастна к ссылкам на привилегии или крикам толпы; она ищет возможность дать шанс каждому, и равный шанс, в такой же мере, в какой закон способен найти честную оплату и признание со стороны человеческого братства; она глубоко патриотична, и в то же время искренне способствует международной доброй воле и цементирующему мировому партнёрству, она представляет собой журналистику гуманности современного мира и для современного мира.

I believe that the public journal is a public trust; that all connected with it are, to the full measure of their responsibility, trustees for the public; that acceptance of a lesser service than the public service is betrayal of this trust.

I believe that clear thinking and clear statement, accuracy and fairness are fundamental to good journalism.

I believe that a journalist should write only what he holds in his heart to be true.

I believe that suppression of the news, for any consideration other than the welfare of society, is indefensible.

I believe that no one should write as a journalist what he would not say as a gentleman; that bribery by one’s own pocketbook is as much to be avoided as bribery by the pocketbook of another; that individual responsibility may not be escaped by pleading another’s instructions or another’s dividends.

I believe that advertising, news and editorial columns should alike serve the best interests of readers; that a single standard of helpful truth and cleanness should prevail for all; that the supreme test of good journalism is the measure of its public service.